# Ancienne église Notre-Dame-de-l'Assomption de Trélissac
L'ancienne église Notre-Dame-de-l'Assomption est une église catholique située à Trélissac, en France.
Elle fait l'objet d'une protection au titre des monuments historiques.

## Localisation
L'ancienne église Notre-Dame-de-l'Assomption est située dans le département français de la Dordogne, en Périgord central, dans le parc du château Magne, à proximité du bourg de Trélissac.

## Historique

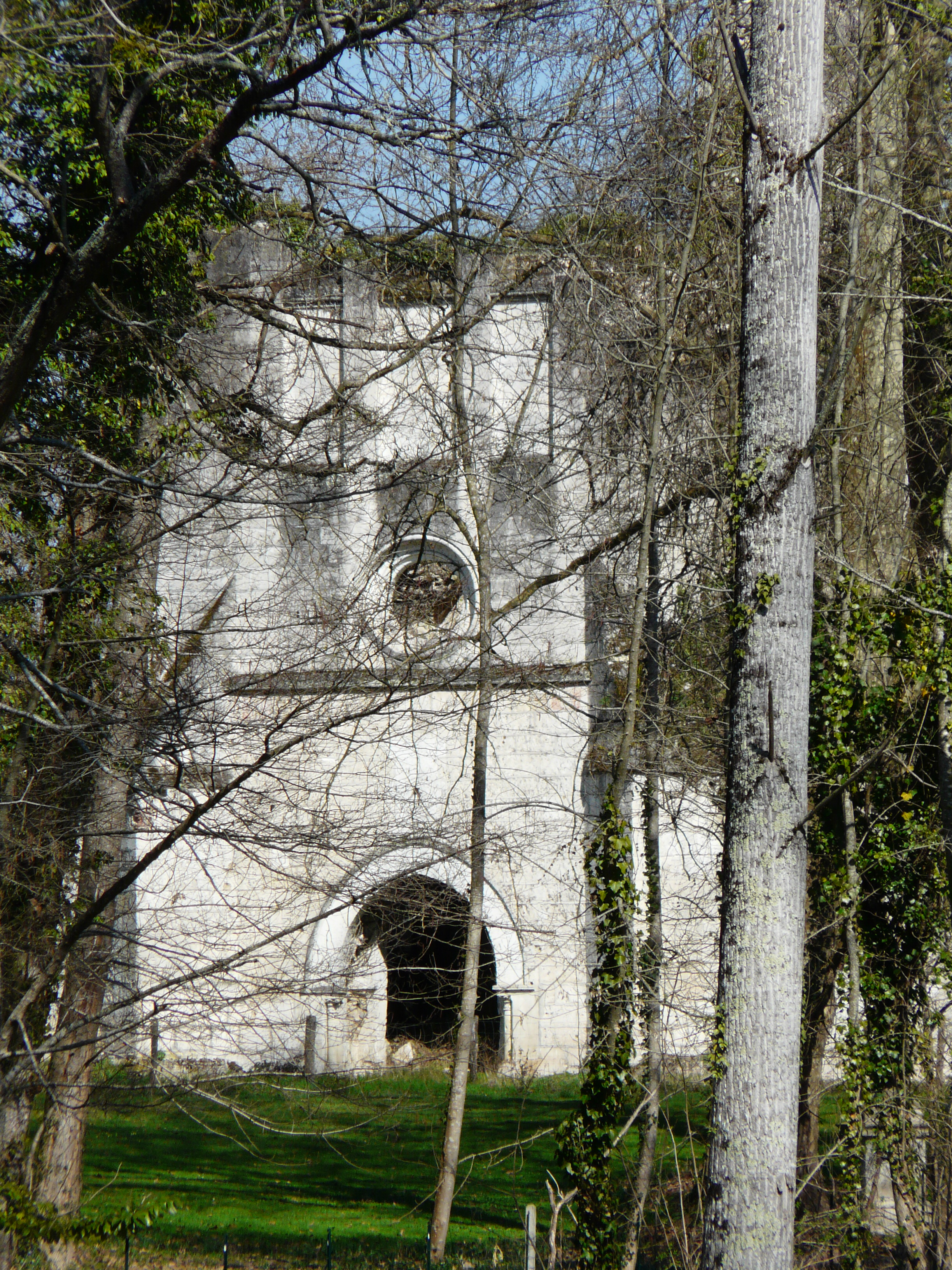
La façade occidentale en 2012.

La paroisse de Trélissac est mentionnée en 1293 dans une sentence arbitrale. Elle est citée plus souvent à partir de 1297. Elle fait partie de l'archiprêtré de la Quinte qui comprenait 38 paroisses. Elle était desservie par un curé mandataire du chapitre de l'église collégiale Saint-Front. Le chapitre déléguait tous les droits canoniques mais en se réservant la plus grosse part du temporel. Le 26 messidor an VI (15 juillet 1801), la signature du concordat de 1801 organise les relations entre l'Église catholique et la France.
L'ancienne église Notre-Dame-de-l'Assomption est la deuxième église paroissiale de Trélissac. La première était dédiée à saint Eumache. On ignore son emplacement. Un document la cite en août 1301. Elle a probablement été ruinée au cours des conflits opposant le comte de Périgord avec le chapitre du Puy-Saint-Front. Un document de 1353 indique que le comte Roger Bernard avait fait fortifier les églises de Champcevinel et de Trélissac. Elle a probablement servi de place forte pour les assaillants de Périgueux jusqu'à la fin de la guerre de Cent Ans. Cette église sort de ce conflit profanée et en ruines. Elle ne peut plus servir au culte.
Une nouvelle église dédiée à Notre-Dame-de-l'Assomption est construite au début du XVe siècle.
Cette nouvelle église n'a pas été épargnée par la guerre. En 1652, Charles Antoine de Ferrières, marquis de Sauvebœuf, chef des frondeurs, essaye de s'emparer de Périgueux par la Combe des Dames. Il est battu par Balthazar de Gachéo et poursuivi jusqu'à Septfonds. Il se réfugie et se barricade une nuit dans l'église de Trélissac.
Une cloche est baptisée le 24 novembre 1767 mais elle est rapidement cassée. L'église est abandonnée quelques années pendant la Révolution. Rendue au culte, elle a nécessité des travaux pour la maintenir.
Une cloche de 500 kg a été acquise en 1807 de la municipalité de Périgueux. Elle avait servi au jacquemart de l'hôtel de ville.
En 1860, Paul Abadie, architecte diocésain de Périgueux, a essayé de la restaurer. Il doit réaliser une réparation encore plus importante en 1863. Le clocher est surélevé et les ouvertures remaniées.
En 1869, l'église qui fait partie des bâtiments communaux est échangée contre une église que devait faire construire Alfred Magne pour lui permettre d'agrandir sa propriété. Il est précisé dans le contrat que l'ancienne église ne deviendrait la propriété de M. Magne qu'un an après la livraison de la nouvelle église. Par ailleurs, l'ensemble du mobilier et des éléments du décor de l'ancienne église doivent être remis dans la nouvelle.
La nouvelle église est construite entre 1870 et 1872 par l'architecte Auguste Dubet. Elle est consacrée le 12 octobre 1872 par l'évêque de Périgueux Joseph Dabert. Le procès-verbal de réception est fait par Gabriel Lagrange, architecte départemental. Elle est acceptée par le conseil municipal de Trélissac le 8 mai 1874.
L'ancienne église est laissée sans entretien. Le clocher-porche s'effondre. En 2009, l'église est vendue à la commune de Trélissac pour un euro symbolique.
À partir de septembre 2025, des travaux de consolidation vont être entrepris par la ville de Trélissac.

## Description

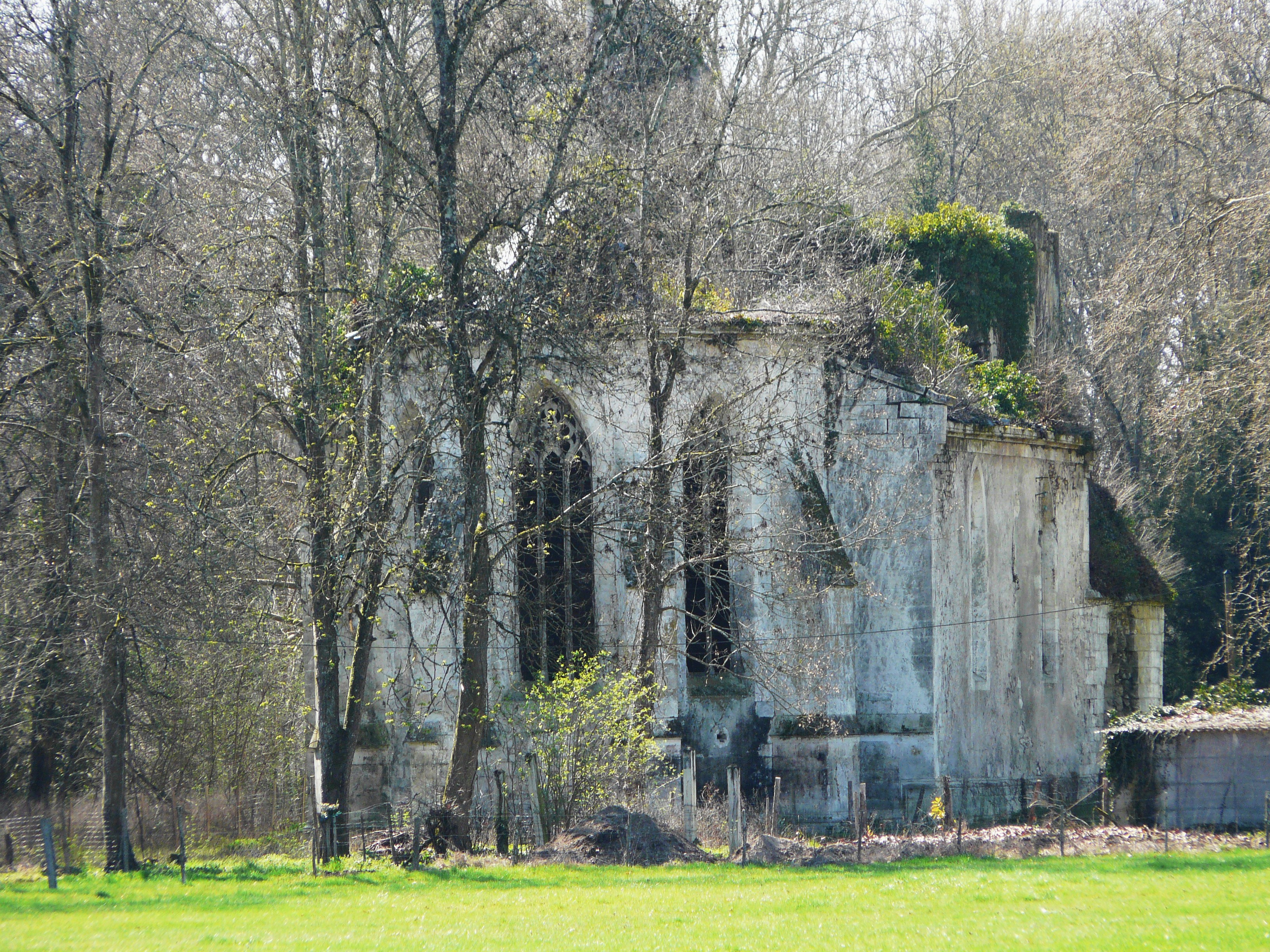
Ruines de l'ancienne église en 2012.

Elle est décrite par le chanoine Brugière :
Elle avait 31 m sur 12 m. Le chœur, qui est de forme octogone, a 6 m de long sur douze de large. La forme de l'église est un carré long ayant trois chapelles de chaque côté. Son architecture est ogivale flamboyante. La voûte est à nervures. Le chœur est orné de trois belles croisées à meneaux encadrées dans quatre colonnes torses. Les trois clefs de voûtes sont ornée : la première en entrant, d'un évêque crossé et mitré ; la deuxième, d'une figure du soleil ; la troisième, du monogramme du Christ en lettres gothiques. Il y a plusieurs chapiteaux sculptés, et des gargouilles à personnages.
Les chapelles étaient dédiées : 1° À Notre-Dame de l'Enfance ; 2° à Saint-Capraise, évêque d'Agen, martyr ; 3° à Sainte-Radegonde ; 4° à Saint-Roch ; 5° à Saint-Cosme ; 6° la chapelle des Augustins de Périgueux. Il y avait deux chapelles formant la croix de l'église. On les réduisit probablement lors de la construction des autres, afin qu'elles fussent toutes d'égale grandeur.
Les chapelles devaient être connues sous deux ou plusieurs dénominations si on en juge par les relevés des registres de l'état-civil.

## Protection
L'édifice est inscrit au titre des monuments historiques le 3 décembre 2004.